# Ptochophyle dujardini
Ptochophyle dujardini là một loài bướm đêm trong họ Geometridae.